# ديريك فوربس
ديريك فوربس (بالإنجليزية: Derek Forbes)‏ هو موسيقي بريطاني، ولد في 22 يونيو 1956 في غلاسكو في المملكة المتحدة.

## وصلات خارجية
- ديريك فوربس على موقع IMDb (الإنجليزية)
- ديريك فوربس على موقع ميوزك برينز (الإنجليزية)
- ديريك فوربس على موقع أول ميوزيك (الإنجليزية)
- ديريك فوربس على موقع ديسكوغز (الإنجليزية)